# Cantón de Entre-Deux-Mers
El cantón de Entre-Deux-Mers es un distrito electoral francés del departamento de Gironda.

## Historia
Una nueva división territorial de la Gironda entra en vigor con motivo de las primeras elecciones departamentales según el decreto de 20 de febrero de 2014. Los consejeros departamentales son, a partir de estas elecciones, elegidos por mayoría binominal mixta. Los electores de cada cantón eligen para el Consejo Departamental, nueva denominación del Consejo General, dos miembros de distinto sexo, que se presentan en parejas de candidatos. Los consejeros departamentales son elegidos por 6 años por voto binominal mayoritario en dos vueltas, el acceso a la segunda vuelta requiere 12,5% de inscritos en la primera vuelta. Además, se renuevan todos los consejeros departamentales. Este nuevo método de votación requiere una redistribución de los cantones cuyo número se divide por dos con redondeo a la unidad impar superior si este número no es un número entero impar, junto con condiciones de umbral mínimo. En la Gironda, el número de cantones pasó así de 63 a 33.
El cantón de Entre-Deux-Mers está formado por municipios de los antiguos cantones de Targon (las 19 comunas), Cadillac (las 16 comunas), Saint-Macaire (las 14 comunas), Sauveterre-de-Guyenne (3 comunas: Coirac, Gornac, Mourens) y municipios transferidos del cantón modificado de Créon (6 comunas: Blésignac, Haux, Saint-Léon, La Sauve, Tabanac y Le Tourne). Con esta redistribución administrativa, el territorio del cantón se libera de los límites de los distritos, con 52 communes incluidos en el distrito de Langon y 6 en el distrito de Burdeos. La oficina central está ubicada en Cadillac.

## Geografía
En Saint-Macaire, el Garona, que hasta entonces había corrido hacia el oeste, dirigió su curso resueltamente hacia el norte. Apoyado en su ribera desde Caudrot hasta Tabanac, el nuevo cantón de Entre-Deux-Mers constituye el territorio más al sudoeste de la vasta región natural del mismo nombre. Sus municipios pertenecen en su mayor parte a las comunidades de municipios del cantón de Targon, Vallon de l'Artolie, Coteaux Macariens y Coteaux de Garonne, pero también en parte a los de Créonnais (Blésignac, Haux, Saint-Léon y La Sauve) y Sauveterrois (Coirac, Gornac y Mourens).

## Representación
| Periodo electivo | Periodo electivo | Mandato | Mandato          | Identidad             | Partido | Partido | Cualidad |
| ---------------- | ---------------- | ------- | ---------------- | --------------------- | ------- | ------- | --- |
| 2015             | 2021             | 2015    | 2021             | Marie-Claude Agullana |         | PS      | maire du Tourne (depuis 2014)                                                                                 |
| 2015             | 2021             | 2015    | 2021             | Guy Moreno            |         | PS      | maire de Lestiac-sur-Garonne (2008-2020) Vice-président chargé de la Politique éducative et sociale, Collèges |
| 2021             | 2028             | 2021    | en la actualidad | Marie-Claude Agullana |         | PS      | Conseillère sortante, 7ème Vice-Présidente (protection de l'enfance)                                          |
| 2021             | 2028             | 2021    | en la actualidad | Nicolás Tarbes        |         | DVG     | Maire de Saint-Léon                                                                                           |

### Resultados detallados

#### Elecciones marzo 2015
Al final de la primera vuelta de las elecciones departamentales 2015, tres duplas están en las papeletas: Florence Lassarade y Frédéric Lataste (Unión de la Derecha, 29,5%), Marie-Claude Agullana y Guy Moreno (Unión de la Izquierda, 28,12%) y Agnès Lelievre y Robert Savary (FN, 26,42%). La tasa de participación es 55,38% (14 254 votantes de 25 738 inscritos) contra 50,54% a nivel departamental y 50,17% a nivel nacional.
En la segunda vuelta, Marie-Claude Agullana y Guy Moreno (Unión de la Izquierda) resultan elegidos con 41,11% de votos emitidos y una tasa de participación de 56,33% (5684 votos para 14 499 votantes y 25 738 inscritos).
La primera vuelta de las elecciones departamentales de 2021 está marcada por una participación muy baja (33,26% a nivel nacional). En el cantón de Entre-Deux-Mers, esta tasa de participación es del 37,33% (10 150 votantes de 27 187 inscritos) frente a 33,41% a nivel departamental. Al final de esta primera ronda, dos parejas están en papeletas: Marie-Claude Agullana y Nicolás Tarbes (DVG, 33.73%) y Éric Guerin y Florence Lassarade (DVD, 25.08%).
La segunda vuelta de las elecciones vuelve a estar marcada por una abstención masiva equivalente a la primera vuelta. Las tasas de participación son del 34.36% a nivel nacional, del 33,6% en el departamental y del 36,62% en el cantón de Entre-Deux-Mers. Marie-Claude Agullana y Nicolás Tarbes (DVG) son elegidos con 58,72% de votos emitidos (5246 votos para 9958 votantes y 27 190 inscritos).

## Composición
Cuando se creó, el cantón de Entre-Deux-Mers comprendía cincuenta y ocho municipios enteros.
Tras la fusión de los municipios de Arbis y Cantois, el 11 de junio de 2019, para formar el nuevo municipio de Porte-de-Benauge, el cantón comprende 57 municipios. Este cambio se registra mediante un decreto del 7 de noviembre de 2019.
| Nombre                           | Código Insee | Intercomunalidad                     | Superficie (km2) | Población | Densidad (hab./km2) |
| -------------------------------- | ------------ | ------------------------------------ | ---------------- | --------- | ------------------- |
| Cadillac(oficina centralizadora) | 33081        | CC Convergencia Garona               | 5,44             | 2 836     | 521                 |
| Baigneaux                        | 33025        | CC Rurales de Entre-deux-Mers        | 7,93             | 450       | 57                  |
| Béguey                           | 33040        | CC Convergencia Garona               | 3,16             | 1 202     | 380                 |
| Bellebat                         | 33043        | CC Rurales de Entre-deux-Mers        | 4,87             | 278       | 57                  |
| Bellefond                        | 33044        | CC Rurales de Entre-deux-Mers        | 3,19             | 220       | 69                  |
| Blésignac                        | 33059        | CC del Creonés                       | 2,50             | 306       | 122                 |
| Capian                           | 33093        | CC del Creonés                       | 18,23            | 775       | 43                  |
| Cardan                           | 33098        | CC Convergencia Garona               | 4,25             | 509       | 120                 |
| Caudrot                          | 33111        | CC del Reolés en Gironda Sur         | 6,12             | 1 117     | 183                 |
| Cessac                           | 33121        | CC Rurales de Entre-deux-Mers        | 3,65             | 190       | 52                  |
| Coirac                           | 33131        | CC Rurales de Entre-deux-Mers        | 5,76             | 209       | 36                  |
| Courpiac                         | 33135        | CC Rurales de Entre-deux-Mers        | 2,21             | 128       | 58                  |
| Donzac                           | 33152        | CC Convergencia Garona               | 4,41             | 119       | 27                  |
| Escoussans                       | 33156        | CC Convergencia Garona               | 5,11             | 288       | 56                  |
| Faleyras                         | 33163        | CC Rurales de Entre-deux-Mers        | 10,44            | 433       | 41                  |
| Frontenac                        | 33175        | CC Rurales de Entre-deux-Mers        | 14,40            | 739       | 51                  |
| Gabarnac                         | 33176        | CC Convergencia Garona               | 5,21             | 352       | 68                  |
| Gornac                           | 33189        | CC Rurales de Entre-deux-Mers        | 8,35             | 430       | 51                  |
| Haux                             | 33201        | CC del Creonés                       | 10,21            | 833       | 82                  |
| Ladaux                           | 33215        | CC Rurales de Entre-deux-Mers        | 4,29             | 194       | 45                  |
| Langoiran                        | 33226        | CC de las Puertas de Entre-deux-Mers | 10,14            | 2 154     | 212                 |
| Laroque                          | 33231        | CC Convergencia Garona               | 2,97             | 287       | 97                  |
| Lestiac-sur-Garonne              | 33241        | CC Convergencia Garona               | 2,98             | 571       | 192                 |
| Loupiac                          | 33253        | CC Convergencia Garona               | 9,57             | 1 118     | 117                 |
| Lugasson                         | 33258        | CC Rurales de Entre-deux-Mers        | 6,32             | 304       | 48                  |
| Martres                          | 33275        | CC Rurales de Entre-deux-Mers        | 3,03             | 106       | 35                  |
| Monprimblanc                     | 33288        | CC Convergencia Garona               | 4,97             | 287       | 58                  |
| Montignac                        | 33292        | CC Rurales de Entre-deux-Mers        | 6,48             | 137       | 21                  |
| Mourens                          | 33299        | CC Rurales de Entre-deux-Mers        | 10,63            | 385       | 36                  |
| Omet                             | 33308        | CC Convergencia Garona               | 2,62             | 306       | 117                 |
| Paillet                          | 33311        | CC Convergencia Garona               | 2,48             | 1 204     | 485                 |
| Le Pian-sur-Garonne              | 33323        | CC de Gironda Sur                    | 6,35             | 910       | 143                 |
| Porte-de-Benauge                 | 33008        | CC Rurales de Entre-deux-Mers        | 16,74            | 489       | 29                  |
| Rions                            | 33355        | CC Convergencia Garona               | 10,65            | 1 525     | 143                 |
| Romagne                          | 33358        | CC Rurales de Entre-deux-Mers        | 5,15             | 467       | 91                  |
| Saint-André-du-Bois              | 33367        | CC de Gironda Sur                    | 10,00            | 432       | 43                  |
| Saint-Genis-du-Bois              | 33409        | CC Rurales de Entre-deux-Mers        | 2,34             | 86        | 37                  |
| Saint-Germain-de-Grave           | 33411        | CC de Gironda Sur                    | 6,16             | 156       | 25                  |
| Saint-Laurent-du-Bois            | 33427        | CC Rurales de Entre-deux-Mers        | 7,41             | 247       | 33                  |
| Saint-Laurent-du-Plan            | 33428        | CC del Reolés en Gironda Sur         | 2,39             | 84        | 35                  |
| Saint-Léon                       | 33431        | CC del Creonés                       | 4,49             | 341       | 76                  |
| Saint-Macaire                    | 33435        | CC de Gironda Sur                    | 1,79             | 2 078     | 1 161               |
| Saint-Maixant                    | 33438        | CC de Gironda Sur                    | 7,68             | 1 994     | 260                 |
| Saint-Martial                    | 33440        | CC de Gironda Sur                    | 7,47             | 239       | 32                  |
| Saint-Martin-de-Sescas           | 33444        | CC del Reolés en Gironda Sur         | 8,19             | 576       | 70                  |
| Saint-Pierre-d'Aurillac          | 33463        | CC del Reolés en Gironda Sur         | 6,52             | 1 311     | 201                 |
| Saint-Pierre-de-Bat              | 33464        | CC Rurales de Entre-deux-Mers        | 8,95             | 289       | 32                  |
| Sainte-Croix-du-Mont             | 33392        | CC Convergencia Garona               | 8,98             | 866       | 96                  |
| Sainte-Foy-la-Longue             | 33403        | CC del Reolés en Gironda Sur         | 9,37             | 131       | 14                  |
| La Sauve                         | 33505        | CC del Creonés                       | 18,64            | 1 546     | 83                  |
| Semens                           | 33510        | CC de Gironda Sur                    | 3,67             | 218       | 59                  |
| Soulignac                        | 33515        | CC Rurales de Entre-deux-Mers        | 11,49            | 422       | 37                  |
| Tabanac                          | 33518        | CC de las Puertas de Entre-deux-Mers | 8,00             | 1 084     | 136                 |
| Targon                           | 33523        | CC Rurales de Entre-deux-Mers        | 25,88            | 2 054     | 79                  |
| Le Tourne                        | 33534        | CC de las Puertas de Entre-deux-Mers | 2,53             | 802       | 317                 |
| Verdelais                        | 33543        | CC de Gironda Sur                    | 4,75             | 1 020     | 215                 |
| Villenave-de-Rions               | 33549        | CC del Creonés                       | 2,56             | 348       | 136                 |
| Cantón de Entre-Deux-Mers        | 3312         |                                      | 400,07           | 38 182    | 95                  |

## Demografía
En 2019, el cantón contaba con 38 182 habitantes, en crecimiento del 1,85% en relación con 2013 (Gironda : +7,85%, Francia, sin contar Mayotte: +2,17%).
| 2013   | 2018   | 2019   |
| ------ | ------ | ------ |
| 37 489 | 38 064 | 38 182 |

(Fuente: Base Insee, población municipal desde 2013.)